# Kамка Тоциновски
Камка Тоциновски (Скопље, 27. јуни 1979) македонска је глумица.

## Биографија
Камка Тоциновски је дипломирала на Универзитету "Св. Кирил и Методиј", на Факултету драмских уметности у Скопљу, на одсеку за глуму. Прво искуству у позоришном свету је имала када је била у гимназији, и глумила је маму Иби у аматерској представи Краљ Иби. Глумачку каријеру Камка је започела 2000. године. Глумила је у 19 филмова, а 2007. и 2008. изабрана је за "Берлинале Талент", годишњи самит и платформу за умрежавање Међународног филмског фестивала у Берлину са 250 изузетних креативаца из филмске и драмске индустрије. Од 2013. године ради у Македонском народном позоришту.

## Награде[3]
- Награда за најбољу глумицу на Македонском позоришном фестовалу, МТФ „Војдан Чернодрински“ - Прилеп, Р. Македонија, 2013. г.;
- Награда „Вељко Маричић“ за најбољу младу глумицу за улогу Мала у представи „Друга страна“ на Међународниом позоришном фестивалу у Ријеци, Хрватска, 2005. г.;
- Награда „Tрајко Чоревски“ за најбољу младу глумицу на  Македонском позоришном фестивалу, МТФ „Војдан Чернодрински“ - Прилеп, 2004. г.;
- Награда за глумце за 2004.г. на манифестацији „Златна Бубамара за популарност“;
- Награда за најбољу младу глумицу на  Македонском позоришном фестивалу, МТФ „Војдан Чернодрински“ - Прилеп, 2002. г..